# Basilides (epicuri)
Basilides (grec antic: Βασιλείδης, llatí: Basilides) va ser un filòsof epicuri grec que va succeir a Dionís al capdavant de l'escola epicúria d'Atenes cap a l'any 205 aC. No se sap amb certesa qui va ser el seu successor.